# (20017) Alixcatherine
(20017) Alixcatherine est un astéroïde de la ceinture principale.

## Description
(20017) Alixcatherine est un astéroïde de la ceinture principale. Il fut découvert le 2 octobre 1991 à l'observatoire Palomar par Charles P. de Saint-Aignan. Il présente une orbite caractérisée par un demi-grand axe de 2,55 UA, une excentricité de 0,12 et une inclinaison de 5,5° par rapport à l'écliptique.

## Compléments